# Хольцикен
Хольцикен (нем. Holziken) — коммуна в Швейцарии, в кантоне Аргау.
Входит в состав округа Кульм.  Население составляет 1165 человек (на 31 декабря 2007 года). Официальный код  —  4136.

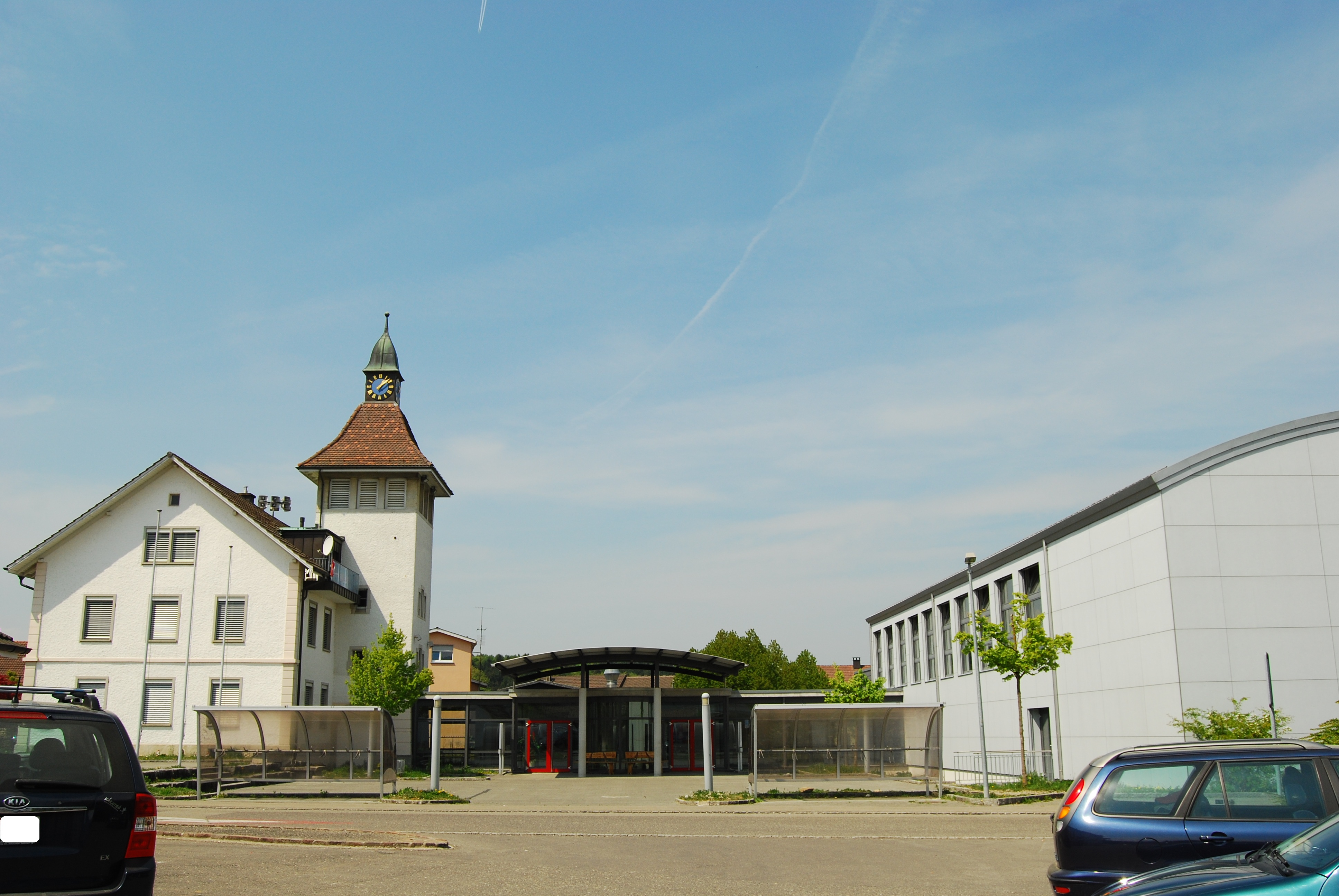
Хольцикен